# Ereğli
Ereğli  este un oraș din provincia Konya, regiunea Anatolia Centrală, Turcia.
Se află la o altitudine de 1.043 m deasupra nivelului mării. Populația este de 145.389 locuitori, determinată în 2018, prin Sistemul de Înregistrare a Populației pe bază de Adresă[*].